# Arístides Fiallo Cabral
Luis Arístides Fiallo Cabral (8 de mayo de 1876 - Santo Domingo, 20 de marzo de 1931) más conocido por su segundo nombre, fue un científico, astrónomo, técnico de laboratorio clínico, médico, abogado, arquitecto, escritor, filósofo y político de la República Dominicana.

## Biografía
Arístides Fiallo Cabral nació el 8 de mayo de 1876, sus padres eran Juan Ramón Rodríguez Fiallo y Ana María Cabral y Figueredo. Era hermano del poeta Fabio Fiallo, tío del modisto Oscar de la Renta y del médico y activista político Viriato Fiallo, y sobrino-nieto del presidente José María Cabral y Luna. Los Fiallo eran una familia prominente de la capital dominicana, con raíces en San Carlos desde su fundación en 1685 por familias canarias.
Contrajo nupcias el 27 de diciembre de 1900 con Flor de María Gregoria Henríquez García (1879–1963), la hija de poeta Federico Henríquez y Carvajal (1848–1952) y de Carmen Amalia García Ricardo (1856–1894).
Fiallo Cabral recibió cada grado la Universidad de Santo Domingo podría ofrecer.
Fiallo era miembro de la Académie des ciencias et lettres de Montpellier y la Société Française de Dermatologie. Fiallo fue diputado para el Congreso de República Dominicana, decano de la Facultad de Medicina de la Universidad de Santo Domingo, y presidente de la Sociedad Dominicana de Geografía. Fue el autor de la Teoría de Gravitación Universal Biocósmica.
Fiallo murió el 20 de marzo de 1931 en Santo Domingo. El gobierno dominicano declaró cinco días de duelo nacional.